# Italian Reggae Familia
Italian Reggae Familia è il terzo album in studio del gruppo musicale reggae italiano Quartiere Coffee, pubblicato il 22 aprile 2013.

## Descrizione
La title track è stata pubblicata come singolo apripista il 28 marzo 2013. L'album è interamente suonato in studio e registrato in presa diretta; continuano i lavori di sperimentazione sui sottogeneri, come la traccia rocksteady One Step Two Step, ma con atteggiamento più consapevole evitando i virtuosismi elettronici. Il tour europeo dell'album sarà interrotto bruscamente dalla morte del chitarrista Gianluca Acquilino il 16 aprile 2014.
Il videoclip di Italian Reggae Familia è stato girato a Grosseto e Castiglione della Pescaia.

## Tracce
Testi di Tommaso Bai.
1. Reggae History – 3:45
2. Italian Reggae Familia – 4:12
3. Mama – 3:10
4. No Money, No Cash – 3:22
5. One Step Two Step – 3:23
6. Party Fiesta – 2:42
7. Yahman! – 2:53
8. Revolution – 4:20
9. Hard Work – 3:39
10. Tu come me (feat. Shafy Click) – 4:00

Durata totale: 35:26